# Eccles (Francia)
Eccles è un comune francese di 108 abitanti situato nel dipartimento del Nord nella regione dell'Alta Francia.

## Società

### Evoluzione demografica
Abitanti censiti